# Oxyethira sininsigne
Oxyethira sininsigne är en nattsländeart som beskrevs av Darcy B. Kelley 1981. Oxyethira sininsigne ingår i släktet Oxyethira och familjen smånattsländor. Inga underarter finns listade i Catalogue of Life.